# محمد الشريف خروبي
محمد الشريف خروبي وزير التربية في الجزائر في الفترة مابين 8 مارس 1979 و 18 فبراير 1986 في فترة حكم الرئيس الجزائري الشاذلي بن جديد في حكومات عبد الغاني الأولى، 
الثانية، الثالثة و 
حكومة الإبراهيمي الأولى لتخلفه بالوزارة زهور ونيسي
كما كان والي ولاية تيزي وزو
مهندس الإصلاحات والمدافع عن المدرسة الأساسية، يعتبر المجاهد والمناضل محمد الشريف خروبي، أحد صنّاع المسار التربوي في الجزائر، وكان من بين الذين ساهموا في وضع التعديلات بغرض إصلاح المنظومة التربوية وإنجاحها، كما أنه برمج مادة التاريخ كمادة إجبارية باللغة العربية، من أجل تقوية ملكة التلاميذ في اللغة العربية .

## النشأة والتعليم
ينحدر محمد الشريف خروبي من منطقة القبائل بالجزائر بدأ تعليمه الاولي بزوايا تعليم القرآن الكريم ثم بالمدارس الحرة تحت اشراف جمعية العلماء المسلمين الجزائريين
وعندما عين عميروش قائدا للولاية الثالثة بدأ يرسل البعثات إلى المشرق العربي للتحصيل العلمي، والبلدان التي كانت تستقبل البعثات العلمية الجزائرية هي سوريا، العراق، مصر، وكان العراق أكثر البلدان العربية استقبالا للطلبة الجزائريين. كان خروبي من الطلبة الموفدين إلى العراق وأنه التحق بمعهد اللغة العربية بجامعة بغداد.

## المسار النضالي
كان محمد الشريف خروبي من الذين عايشوا ثورة التحرير الجزائرية وقريبا من مسؤوليها وأنه كان على دراية بالاجتماعات التي كانت تقع آنئذ. وقد سافر إلى القاهرة التي مكث بها سنة كاملة مع الحكومة الجزائرية المؤقتة وكان على دراية بما يحدث هناك.

## بعد الاستقلال
عندما عاد إلى الجزائر المستقلة اختار التعليم بثانوية عميروش بتيزي وزو. و اكد محمد الشريف خروبي:
| محمد الشريف خروبي | أن صعوبات جمة كانت تواجه المعلمين بالعربية، ... حينما زار الرئيس الراحل هواري بومدين منطقة القبائل كنت المشرف على تنظيم الاستقبال، و قد وضعت طلاب الزوايا بألواحهم في استقبال الرئيس بعد استقباله من طرف إطارات الولاية، ولاحظت الدموع في عيني هواري بومدين وهو يرى الطلبة بألواحهم | محمد الشريف خروبي |

تم تعيينه سنة 1974 واليا على تيزي وزو وأن من نصبه هو الرئيس هواري بومدين.

## وزير التربية والتعليم الأساسي
نجح الوزير محمد شريف خروبي في مهمته في وضع لبنة قوية للمدرسة الجزائرية وتعريب الأجيال، وذكر الوزير بعض المواقف التي حصلت أثناء توليه حقيبة وزارة التربية منها ما حدث في مؤتمر اللجنة المركزية لجبهة التحرير الوطنيالذي جمع عددا من الشخصيات الكبيرة في الحكم آنذاك من بينهم الأخضر الإبراهيمي ومصطفى الأشرف ومحمد الميلي المحسوب على صف المتفتحين بحضور العربي بلخير ومحمد بتشين حيث تم التضييق على مشروعه وبرنامجه وتم انتقاده، وكما أكد أن هناك من تحداه وحاول تحطيم مشروعه لكنه رفع الرهان عاليا وهو مطمئن الآن وفخور جدا باستعمال اللغة العربية في الكثير من الهيئات الرسمية ولم ينس الوزير أن يتحدث عن واقعة خروج وتأليب تلاميذ الثانويات تحت شعار “التاريخ في المزبلة” في عهده عندما حاول تحسين نسبة نجاح تلاميذ الشعب الأدبية واعتبر أنه ينقل للتاريخ بأمانة ما وقع، مؤكدا أن الطابور الخامس في ذلك الوقت كان متمركزا وبقوة في الإدارة الجزائرية وأنه وقع ضحية العديد من الدسائس لكنه كان صارما وذكيا واستطاع أن يلتف على خصومه قبل أن يلتفوا عليه.
| محمد الشريف خروبي | ...أن ما يحصل الآن من تخريب وتهجم على المدرسة الأساسية هو من صنيع الطابور الخامس الذي يتقن فن الطعن في الظهر... | محمد الشريف خروبي |

و قد قال عنه الإعلامي سعد بوعقبة:
| محمد الشريف خروبي | الوزير شريف خروبي ظلم ولا يستحق التهميش | محمد الشريف خروبي |

كما قال عنه الكاتب والصحفي الجزائري محمد بوعزارة:
| محمد الشريف خروبي | حان الوقت لكتابة مذكرات الوزير شريف خروبي ...أنه ذو صدر رحب دافع كثيرا عن المدرسة الجزائرية وحمل مشعل الإصلاح عاليا في وجه المناهضين للغة العربية والمدافعين عن اللغة الفرنسية، كان مناضلا ومدافعا عن مبادئ الجزائر وثوابتها حمل خصالا حميدة ويشهد الجميع أنه كان خلوقا ونجيبا بشهادة أساتذته | محمد الشريف خروبي |

ذكر عبد الله غلام الله الوزير السابق للشؤون الدينية في حفل تكريم جريدة الحوار الجزائرية الذي اقامته على شرف الوزير محمد شريف خروبي:
| محمد الشريف خروبي | أنه رجل من رجالات الثورة، مجاهد، والنظر في وجهه يعود بنا إلى سنة 1954...أن خروبي هو هدية الزمن لهذا الجيل، مرحبا به ومبديا أمله في أن يستفيد الشباب المثقفون بصفة عامة من إخلاصه وثقافته وعمله في صمت وجهاده العظيم. سعيد بتكريم صديقي وزميلي الوزير الأسبق لقطاع التربية محمد شريف خروبي في جريدة “الحوار” بحضور كوكبة من المشايخ...أن كل من يعرف عن الثورة ومسيرتها عن الاستقلال ومشاكله يعرف بأن من يتحمل المسؤولية سيسعى لتحقيق المشاريع في القطاع الذي يتولاه، وهو ما كان فعلا خروبي يحمله من تباشير المشروع التي كانت تظهر وهو عضو في المجلس الشعبي الولائي في تيزي وزو كما وهو والي، مذكرا بكلمة قالها خروبي آنذاك “لو خرجت إلى الشارع وقلت لأي شخص أنت لست عربيا يثور عليك ويضربك”، بحيث كانت كلمة عربي تشريف بالدم والثقافة والمشاريع، وهي العربية التي خدمها الأمازيغ. ... كان خروبي يشرف شخصيا على تكوين الأساتذة وكان همه أن تستقر المناهج والطرق البيداغوجية الجديدة، لأن المدرسة الأساسية قائمة على أساس إمكانية التلميذ التي تختلف من واحد إلى آخر...خروبي كان يبحث عن بناء مدرسة جزائرية بأصول عربية جزائرية مستمدة من مبادىء الثورة التحريرية، وهي النظرة التي تسببت في نجاحه وأكسبته أصدقاء وكذا أعداء تمنوا له الخروج، وهكذا كلما أنجزت الجزائر خطوة جاءت فئة لتنقضها”. | محمد الشريف خروبي |

قال عنه المستشار الإعلامي للرئيس الراحل هواري بومدين و الوزير الأسبق للثقافة والاتصال محي الدين عميمور: